# Kenki Fukuoka
Kenki Fukuoka (福岡 堅樹 Fukuoka Kenki?, nacido 7 de septiembre de 1992) es un jugador de rugby union japonés . Fue nombrado a formar parte de los seleccionados para Japón durante la Copa Mundial de Rugby 2015 . Fue seleccionado para el equipo Juegos Olímpicos de Río 2016  en la modalidad de rugby a siete y campeón de Pacific Nations Cup 2019. También fue incluido para la Copa Mundial de Rugby 2019, celebrada en Japón por primera vez. Fukuoka ganó el premio al hombre del partido en la victoria de Japón contra Escocia en la Copa Mundial de Rugby 2019 el 13 de octubre de 2019; una victoria que dio a Japón alcanzar la fase final del torneo  por primera vez en su historia ante su propio país.